# 后港镇 (沙洋县)
后港镇，是中华人民共和国湖北省荆门市沙洋县下辖的一个乡镇级行政单位。

## 行政区划
后港镇下辖以下地区：
宋湖社区、荆狮社区、仙桥社区、蛟尾社区、荆南村、唐台村、新宏村、胜利村、金山村、安坪村、龙当村、双村、黎坪村、凤井村、黄歇村、孙桥村、云山村、黎桥村、高店村、庙湾村、殷集村、独枣村、贯头村、东岳村、乔湖村、李台村、港口村、松林村、韩场村、荷花村、铁鞭村、三咀村、黄场村、乔姆村和荆乔集团村。